# Dysithamnus mentalis
Dysithamnus mentalis là một loài chim trong họ Thamnophilidae.